# Korespondenční seminář inspirovaný chemickou tematikou
Korespondenční Seminář Inspirovaný Chemickou Tematikou (zkráceně KSICHT) je korespondenční seminář určený všem středoškolským studentům, kteří mají rádi chemii a chtějí se o ní dozvědět něco víc. Nabízí zábavu, poučení a zajímavosti z nejrůznějších oborů chemie. Každoročně vycházejí čtyři série úloh, pořádají se společné výlety a ti nejlepší se mohou zúčastnit závěrečného soustředění na PřF UK. 

## Historie
KSICHT vymysleli studenti PřF UK a VŠCHT v roce 2002. Ještě toho roku byl rozeslán na střední školy, a to za podpory Fakulty chemické technologie VŠCHT Praha. 
V roce 2004 se KSICHT přesunul pod záštitu Přírodovědecké fakulty UK, kde je až doposud.
Tajemníkem v letech 2014 až 2016 byl Mgr. Jan Bartoň.

## Průběh soutěže
Korespondenční seminář je soutěž, při níž si řešitelé dopisují s autory úloh, a naopak. Autoři připraví úlohy ze všech oblastí chemie a rozešlou je řešitelům. Ti pak úlohy vyřeší a pošlou řešení na opravu a ohodnocení. To pak autoři opravené pošlou zpátky s přiloženým autorským řešením a pěti úlohami nové série. To všechno se za celý školní rok čtyřikrát zopakuje.
KSICHT začíná začátkem října a na vyřešení každé série úloh mají řešitelé pět týdnů. Při řešení řešitelé mohou používat internet i různé knihy. Není povinnost vyřešit všechny úlohy ani všechny otázky v jednotlivých úlohách. Řešení úloh autorům lze poslat poštou, mailem nebo přes webový formulář KSICHTu. Došlá řešení si autoři rozeberou tak, aby každý autor opravoval svoji úlohu (své úlohy). Každý autor používá jiný systém hodnocení, který je však pro všechny řešitele stejný. Každá otázka v úloze je jinak bodovaná a to podle důležitosti, jakou na ni klade autor. Pokud za odpověď na otázku autor nemůže dát plný počet bodů, tak často připíše komentář, proč tomu tak je, aby se následně řešitel necítil nespokojený s jeho rozhodnutím. Po obodování autoři sestaví tabulku s výsledky jednotlivých řešitelů, ze které lze vyčíst jména řešitelů, který ročník střední školy řešitel studuje, kolik bodů získal každý řešitel z jednotlivých úloh, kolik bodů bylo možno získat maximálně, kolikátý byl v součtu bodů dané série a kolikátý je v celkovém pořadí.

## Autoři
KSICHT organizují studenti a přednášející hlavně z PřF UK, VŠCHT a PřF MUNI, obvykle bývalí řešitelé semináře.